# Another View
Albums de The Velvet Underground
VU
(1985) Live MCMXCIII
(1993)
Another View est un album d'inédits du groupe de rock The Velvet Underground sorti en septembre 1986.
Tout comme VU, sorti l'année précédente, Another View est composé de matériel en grande partie inédit, enregistré notamment pour ce qui aurait dû être le quatrième album du Velvet Underground.
Publié dans un premier temps comme un disque bonus du coffret "The Velvet Underground", Another View sera finalement commercialisé à part. Les titres de cette compilation sont souvent de qualité moindre que ceux de VU, la première livraison d'inédits. Néanmoins, certains de ces morceaux avaient déjà été réutilisés entre-temps par le groupe (sur l'album Loaded) ou par Lou Reed en solo (sur les albums Lou Reed et Street Hassle).

## Titres
Toutes les compositions sont de Lou Reed, John Cale, Sterling Morrison et Maureen Tucker, sauf We're Gonna Have a Real Good Time Together et Rock and Roll (Reed), ainsi que Ferryboat Bill (Reed, Morrison, Yule, Tucker).

### Face A
| No | Titre                                      | Durée |
| -- | ------------------------------------------ | ----- |
| 1. | We're Gonna Have a Real Good Time Together | 2:56  |
| 2. | I'm Gonna Move Right In                    | 6:30  |
| 3. | Hey Mr. Rain (version 1)                   | 4:56  |
| 4. | Ride into the Sun                          | 3:20  |
| 5. | Coney Island Steeplechase                  | 2:20  |

### Face B
| No | Titre                                            | Durée |
| -- | ------------------------------------------------ | ----- |
| 1. | Guess I'm Falling in Love (instrumental version) | 3:35  |
| 2. | Hey Mr. Rain (version 2)                         | 5:16  |
| 3. | Ferryboat Bill                                   | 2:10  |
| 4. | Rock and Roll (1969 version)                     | 5:18  |

## Le groupe
- Lou Reed – chant, guitare, piano
- Sterling Morrison – guitare, chœurs, basse
- Maureen Tucker – batterie
- John Cale – violon, basse
- Doug Yule – basse, clavier, chœurs